# (73322) 2002 JZ97
(73322) 2002 JZ97 – planetoida z pasa głównego asteroid okrążająca Słońce w ciągu 5,14 lat w średniej odległości 2,98 j.a. Odkryta 8 maja 2002 roku.